# Opieczki
Opieczki (biał. Апечкі, Apieczki; ros. Опечки, Opieczki) – wieś na Białorusi, w obwodzie mińskim, w rejonie stołpeckim, w sielsowiecie Szaszki, przy drodze republikańskiej R54.

## Historia
W XIX i w początkach XX w. położone były w Rosji, w guberni mińskiej, w powiecie mińskim, w gminie Stołpce.
W dwudziestoleciu międzywojennym leżały w Polsce, w województwie nowogródzkim, w powiecie stołpeckim, w gminie Stołpce. W 1921 miejscowość liczyła 796 mieszkańców, zamieszkałych w 138 budynkach, w tym 772 Polaków i 24 Białorusinów. 789 mieszkańców było wyznania prawosławnego i 7 rzymskokatolickiego.
W czasie II wojny światowej 1 mieszkaniec miejscowości dołączył do Zgrupowania Stołpeckiego Armii Krajowej.
Po II wojnie światowej w granicach Związku Sowieckiego. Od 1991 w niepodległej Białorusi.

## Ludzie związani z miejscowością
- Michaś Kożycz – członek Związku Walki o Niezależność Białorusi, ofiara represji komunistycznych; urodzony w Opieczkach